# Ranieri della Faggiuola
Ranieri della Faggiuola (Romanya, segle XIII) va ser un noble italià.
Segons Litta, hauria estat fill de Ranieri de Casteldelci, si bé Troya l'esmenta com el primer membre de la família documentat. Va ser el primer en utilitzar el títol de senyor della Faggiuola, segurament perquè va establir-hi la seva residència habitual, i com a tal apareix en un conveni el 6 de maig de 1274 entre els habitants de Monte Coronaro i els monjos camaldulesos del destruït monestir de Santa Maria del Trivio, ambdós llocs situats a la Romanya florentina, com a testimoni de la limitació del poder senyorial de l'abadia aconseguida pels habitants de la contrada. No sembla ser, a parer de diversos autors, el personatge Ranieri da Corneto, citat per Dante al cant XII de l'Infern. Va ser pare d'Ugoccione, dit «el Gran», i segons Litta també de Federico, Giovanna, Ubertinaccio, Prima, Ribaldo i Fondazza.